# Spider (película)
Spider es un thriller psicológico dirigido por el canadiense David Cronenberg protagonizado por Ralph Fiennes y Miranda Richardson. Está basada en la novela homónima de Patrick McGrath, quien es también el autor del guion de la película. La película se estrenó en el Festival de Cannes en el año 2002. 
Si bien fue alabada por la crítica, su distribución, que estuvo a cargo de Sony Pictures Classics no fue masiva. En el Canadian Genie Awards obtuvo el premio al mejor director. Los protagonistas de la película —Ralph Fiennes y Miranda Richardson— recibieron el reconocimiento internacional por sus potentes actuaciones, especialmente Richardson, que encarna a varios personajes.

## Argumento
Ambientada en los años 1960 en el East End de Londres Dennis "Spider" Cleg (Ralph Fiennes) es liberado después de permanecer durante décadas en un sanatorio por causa de su esquizofrenia. Tras salir se muda a un casa regida por la Sra. Wilkinson (Lynn Redgrave) y se hace amigo de un residente, Terrence (John Neville), antes de retirarse a la escritura personal y la oscuridad de su vida. Spider lucha por descifrar los recuerdos turbios de un trauma infantil que involucra a su padre abusivo (Gabriel Byrne), su madre asesinada (Miranda Richardson) y una prostituta que puede haberla reemplazado.

## Reparto
- Ralph Fiennes - Dennis Cleg "Spider"
- Miranda Richardson - Yvonne \ Señorita Cleg
- Gabriel Byrne - Bill Cleg
- Lynn Redgrave - Señorita Wilkinson
- John Neville - Terrence
- Bradley Hall - Spider (niño)
- Gary Reineke - Freddy
- Philip Craig - John
- Cliff Saunders - Bob
- Tara Ellis - Nora
- Sara Stockbbridge - Gladys
- Arthur Whybrow - Ernie
- Nicola Duffett - Barmaid
- Jake Nightingale - Hombre alto
- Alison Egan - Yvonne
- Donald Ewer - Jack
- Joan Heney - Cocinera
- Peter Elliott - Residente
- Alec Stockwell - Residente
- Scott McCord - Residente
- Frank Blanc - Residente
- Rachel Taggart - Jovencita
- Olivia Imogen Harris - Niña

## Recepción
La película obtiene valoraciones positivas entre los críticos y los portales de información cinematográfica. Juan Luis Caviaro en su análisis para EspinOf "no es Spider una película fácil, complaciente, que entretenga y deje satisfecho al espectador. Si buscas eso, hay una película de Ron Howard, estrenada un año antes, que te lo da. El arriesgado y honesto trabajo de Cronenberg retrata las miserias de un pobre individuo desgraciado que arrastra sus pies por un mundo al que no pertenece, que lo rechaza".
Leonardo D'Espósito en la revista Noticias la califica con un 4,5 sobre 5 e indica "aun con su tono dramático, esta película debería verse en tándem con eXistenZ, la otra genialidad del director sobre el estatuto de la realidad y cómo elegimos a cuál pertenecemos". Roger Ebert la califica con 3 estrellas sobre 4 en su "la cantidad de detalles que ofrece y el nivel de las interpretaciones es notable: da gusto ver a los artistas trabajando a este nivel. La historia es triste, fría y desesperanzadora". Peter Bradshaw en The Guardian indica "una adaptación meticulosamente dirigida, hermosamente elaborada y genialmente interpretada de la novela original de Patrick  McGrath". Peter Travers, con una valoración de 3,5 sobre 4, en la revista Rolling Stones "Fiennes ofrece su mejor interpretación en Spider, aceptando y superando el reto de representar un papel tan oscuro como exigente".
En IMDb con 35.529 valoraciones obtiene una puntuación de 6,8 sobre 10. En FilmAffinity con 7.130 votos tiene 6,6 sobre 10. En Rotten Tomatoes tiene una calificación de "fresco" para el 85% de las 136 críticas profesionales y para el 68% de las 21.100 valoraciones de los usuarios del portal.